# Jurij Michajlovič Lotman
Jurij Michajlovič Lotman (rusky Ю́рий Миха́йлович Ло́тман; 28. února 1922, Petrohrad – 28. října 1993, Tartu) byl sovětský sémiotik, literární a kulturní teoretik estonské národnosti a židovského původu.

## Biografie
Studoval filologii na Leningradské státní univerzitě, mimo jiné u Vladimira Proppa. Jeho studia přerušila druhá světová válka, do jejíchž bojů Lotman zasáhl v řadách Rudé armády jako radiotelegrafista u dělostřelectva. Po válce dokončil studia, nicméně v 50. letech narazil na univerzitě na částečně oficiální antisemitismus. Stáhl se tedy na univerzitu v estonském Tartu. Zde založil tzv. tartusko-moskevskou sémiotickou školu. Časopis Труды по знаковым системам, který univerzita v Tartu vydávala od roku 1964 je někdy označován za první sémiotický časopis na světě. Škola byla nejprve ovlivněna zejména strukturalismem a ruským formalismem, později vyvinula svébytnější přístup k analýze kulturních textů a artefaktů (od filmu a literatury až po robotiku), zejména poté, co Lotman v 80. letech přišel s konceptem tzv. sémiosféry.

## Dílo
- Лекции по структуральной поэтике (1964)

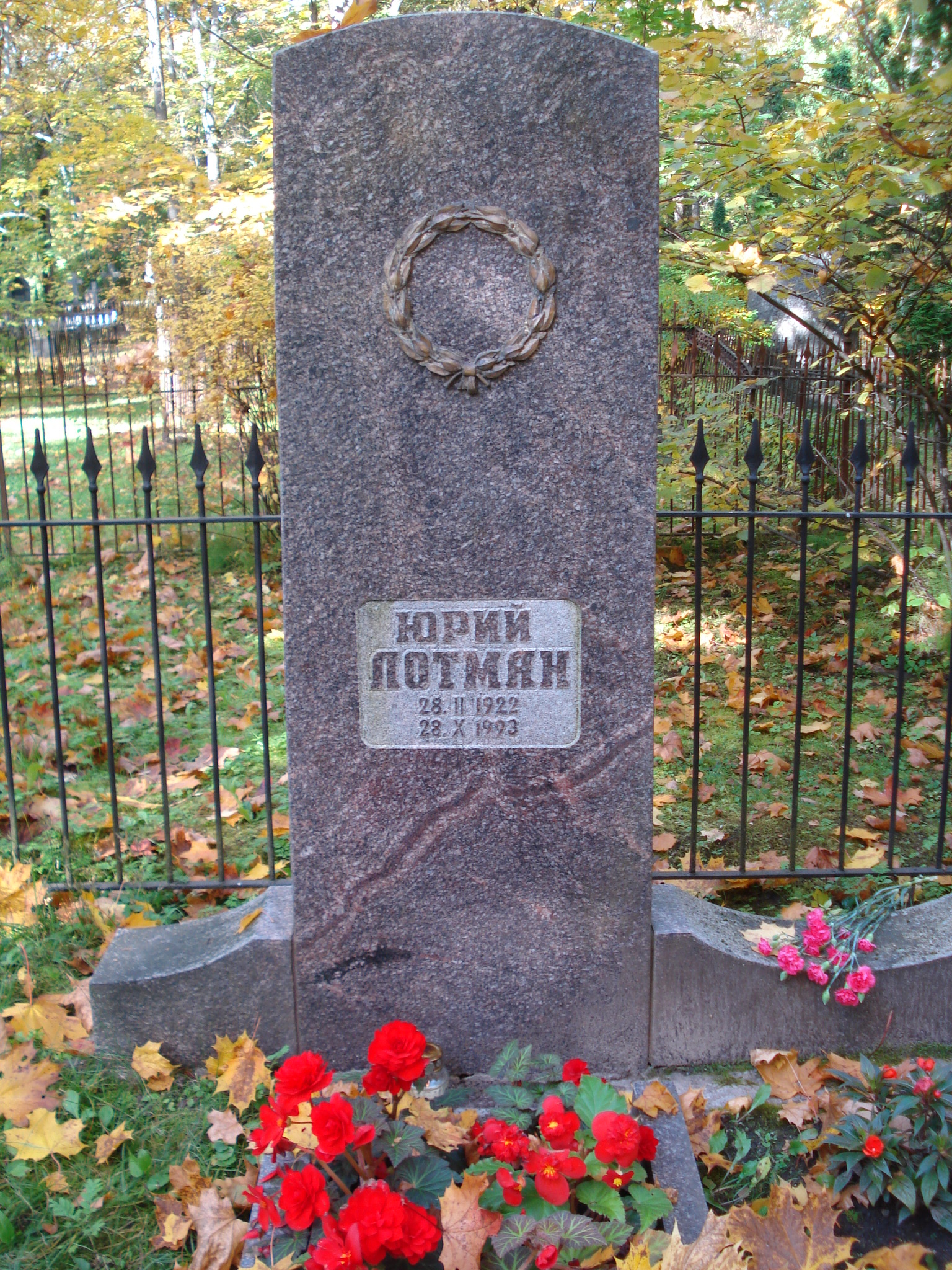
hrob Jurije Michajloviče Lotmana

- Статьи по типологии культуры: Материалы к курсу теории литературы 1 (1970)
- Структура художественного текста (1970)
- Анализ поэтического текста. Структура стиха (1972)
- hrob Jurije Michajloviče LotmanaСтатьи по типологии культуры: Материалы к курсу теории литературы 2 (1973)
- Семиотика кино и проблемы киноэстетики (1973)
- Роман А. С. Пушкина «Евгений Онегин»: Комментарий (1980)
- Александр Сергеевич Пушкин: биография писателя (1981)
- Культура и взрыв (1992)
- Лотман Ю. Беседы о русской культуре. Быт и традиции русского дворянства. (1993)
- Диалог с экраном (1994)

### České překlady
- Kultura a exploze, Brno, Host 2013.
- KACETLOVÁ, Klára. Jurij Lotman - sémiotika kultury a pojem textu. Praha, 2010.  Diplomová práce. Filozofická fakulta, Ústav české literatury a komparatistiky. Vedoucí práce Libuše Heczková.  Obsahuje překlad osmi studií Jurije Michajloviče Lotmana. Dostupné online.